# Muhafaza Bejrut
Muhafaza Bejrut (arab. محافظة بيروت) – muhafaza w zachodnim Libanie. W jej skład wchodzi jednostka administracyjna Kada Bejrut oraz miasto Bejrut.